# Riverside (comté de Steuben, New York)
Pour les articles homonymes, voir Riverside.
Riverside est un village du comté de Steuben, dans l'État de New York, aux États-Unis,. En 2010, il comptait une population de 497 habitants.

## Démographie
Lors du recensement de 2010, la ville comptait une population de 497 habitants, tandis qu'en 2019, elle est estimée à 472 habitants.